# Inozin pranobex
Inozin pranobex (BAN; cunoscut și sub denumirea de inozin acedoben dimepranol (IAD) sau methisoprinol) este un medicament antiviral care este o combinație de inozină și dimepranol acedoben (o sare a acidului acetamidobenzoic și dimetilaminoizopropanol) într-un raport de 1 la 3. Inozină pranobex are nici un efect asupra particulelor virale în sine. În schimb, acționează ca un imunostimulant, un analog al hormonilor timusului.
Inozina pranobex a fost utilizată în panencefalita sclerozantă subacută (PESS), virusul herpes simplex, papilomavirusul uman, HIV, virusul gripal și infecțiile cu virusul căilor respiratorii, citomegalovirusul și infecțiile cu virusul Epstein-Barr. Efectul asupra PESS este neclar, nu este un remediu pentru aceasta.